# Affaire du costume beige de Barack Obama

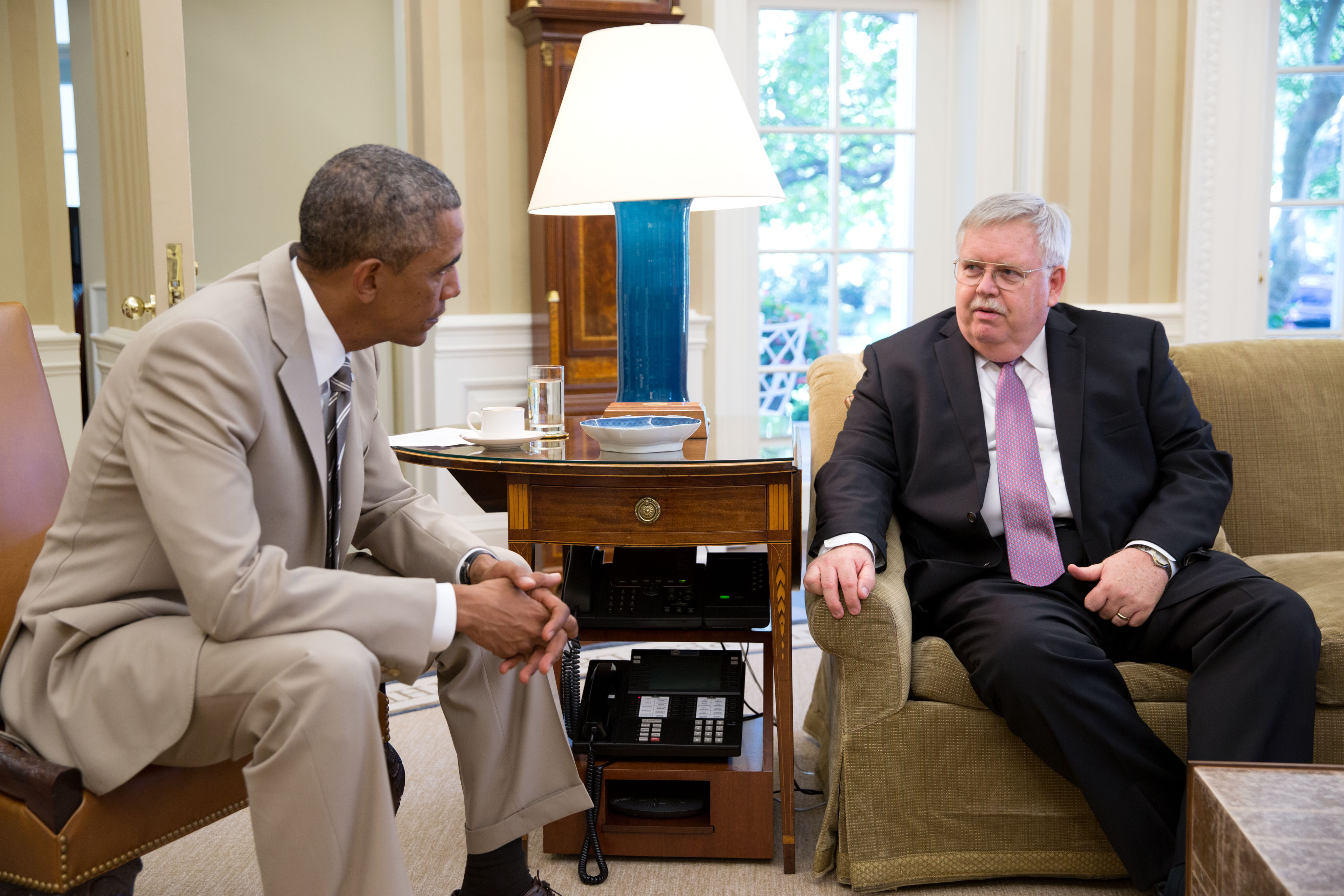
Exemple : le 28 août 2014, à, Obama discute avec l'ambassadeur américain en Russie dans le Bureau ovale.

L'affaire du costume beige de Barack Obama est une controverse commençant le 28 août 2014, lorsque le président des États-Unis, Barack Obama, tient une conférence de presse diffusée en direct pour évoquer la possibilité grandissante d'une intervention militaire américaine en Syrie. Lors de la conférence, il porte un costume de couleur beige (tan suit en anglais), qu'il n'a jamais porté en public auparavant. Cette affaire suscite l'attention de nombreux médias, la couleur beige ayant en effet jugée inappropriée par certains pour évoquer le terrorisme. Le sujet fait l'actualité pendant plusieurs jours et est largement débattu, souvent avec humour, dans les émissions de télévision,,,,,.

## Contexte et naissance de la controverse
Le 28 août 2014, le président Barack Obama tient une conférence de presse sur la situation de l'État islamique en Syrie et sur la manière dont l'armée américaine prévoit de répliquer face à la prolifération de l'organisation terroriste. Lors de la conférence, Obama déclare que son administration n'a pas encore élaboré de plan concernant l'élimination de l'EI et parle longuement de ses préoccupations concernant la région,. Lors de la conférence, il porte un costume beige, ce qui est jusqu'alors inhabituel pour lui.
Le costume de couleur beige est perçu par un commentateur et animateur du média américain conservateur Fox News, Lou Dobbs, comme « choquant pour beaucoup de gens ». Il y a alors une faible couverture médiatique de la campagne des élections de mi-mandat de 2014 ,. Le costume reçoit des critiques mitigées du point de vue vestimentaire,.

## Réactions immédiate
Le représentant Peter King, membre du Parti républicain, juge que la couleur du costume, prise dans le contexte de la conférence de presse d'Obama sur le terrorisme, était « anti-présidentielle ». Il poursuit : « Je pense que personne ne peut excuser ce que le Président a fait hier. Je veux dire, le monde entier nous regardait. »,.
De nombreux journalistes et commentateurs politiques préfèrent plaisanter sur le costume beige, donnant naissance à un jeu de mots autour du slogan d'Obama en 2008 « Yes We Can » et la couleur de la veste « yes we tan », tan signifiant beige en anglais,.

Le président Ronald Reagan portant un costume beige en serrant la main du joueur de tennis Arthur Ashe, 1982.

Le lendemain de la conférence de presse, le porte-parole de la Maison-Blanche, Josh Earnest, déclare qu'Obama n'a aucun regret sur le choix de porter un costume beige. Le créateur de mode Joseph Abboud, qui avait déjà confectionné des costumes pour Obama, le félicite pour sa décision, en déclarant : « On ne peut pas avoir la même apparence tous les jours de sa vie. C'est ennuyeux comme l'enfer. ». Plusieurs médias notent que d'autres présidents américains ont également porté des costumes beiges, notamment Ronald Reagan et Bill Clinton,. D'autres encore déclarent que les commentaires sur le costume beige éclipsent les informations et données plus importantes de la conférence et de la stratégie américaine pour combattre l'EI.

## Postérité
En définitive, la controverse est considérée comme mesquine et triviale,,. Pour Obama, elle devient un sujet de plaisanterie lors d'événements ultérieurs.
Durant la présidence de Donald Trump, le successeur d'Obama, la controverse du costume beige est fréquemment évoquée par les détracteurs de Trump pour établir un contraste entre Obama et Trump. Ces critiques établissaient un contraste entre l'attention médiatique négative portée sur Obama pour des sujets de peu d'importance et l'ignorance médiatique portée sur les actions et décisions de Trump,.
Au cours de la semaine du 60e anniversaire d'Obama en août 2021, et à l'approche du septième anniversaire de l'incident du costume beige, le président Joe Biden en porte un lors d'une conférence de presse, ce qui est largement interprété comme une référence à la controverse initiale,,.
Le 19 août 2024, pour le premier jour de la Convention nationale démocrate de 2024, la vice-présidente et candidate Kamala Harris fait son apparition en portant un costume beige confectionné par la styliste Chemena Kamali, ce qui est considéré par certains commentateurs comme un rappel de cette controverse,,.